# Jerzy Wroński (malarz)
Jerzy Wroński (ur. 1930 w Ciechankach, zm. 29 czerwca 2016 w Krakowie) – polski malarz, profesor, wykładowca Uniwersytetu Śląskiego.

## Życiorys
W latach 1950–1956 studiował w krakowskiej Akademii Sztuk Pięknych na Wydziale Malarstwa. Jeszcze w trakcie studiów współtworzył z przyjaciółmi Grupę Nowohucką, która zainaugurowała w Krakowie nurt malarstwa materii. Wszyscy jej członkowie zostali następnie przyjęci do Stowarzyszenia Artystycznego Grupa Krakowska. W latach 1979–1995 Jerzy Wroński pełnił funkcję prezesa tego stowarzyszenia. Wcześniej przez kilka kadencji był też członkiem zarządu okręgu krakowskiego Związku Polskich Artystów Plastyków i rady artystycznej Sekcji Malarstwa Zarządu Głównego ZPAP. Od roku 1960 zajmował się także pedagogiką artystyczną, początkowo w Krakowie, następnie na UMCS w Lublinie, a od roku 1975 – w Filii Uniwersytetu Śląskiego w Cieszynie.
Prowadzona przez ponad pięćdziesiąt lat działalność artystyczna była ciągiem doświadczeń polegających na eksploracji żywiołowych procesów naturalnych oraz ujawnianiu tkwiącego w nich potencjału twórczego. Początkowo były to monochromatyczne obrazy-reliefy, kształtowane przy udziale pełzającego płomienia, potem „akwarele metamorficzne” oraz „rysunki dyfuzyjne”, w których inny żywioł – woda – użyty w mikroskopijnych ilościach, stanowił główną siłę sprawczą. Późniejsze zaś połączenie tych antagonistycznych żywiołów, czyli doświadczenie polegające na zetknięciu ich na szkiełku i wielokrotnym powiększeniu efektu na papierze światłoczułym,  doprowadziło do powstania realizowanego od połowy lat 80. unikalnego cyklu obrazów-fotogramów, nazwanych później kopciogramami.
Pochowany na Cmentarzu Podgórskim w Krakowie (kwatera XI-5-3).

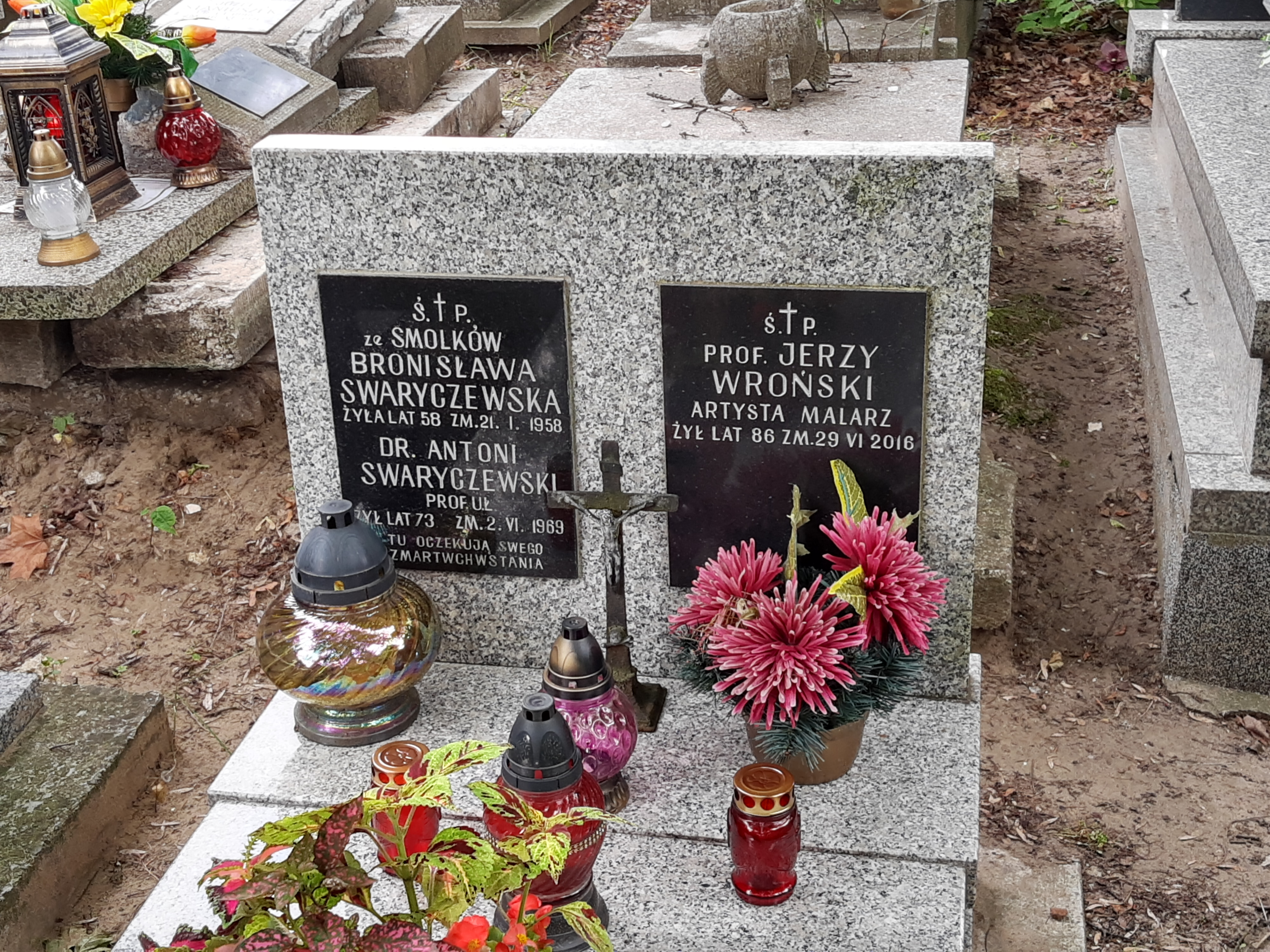
Grób prof. Jerzego Wrońskiego na Cmentarzu Podgórskim

## Prace w zbiorach muzealnych
- Muzeum Sztuki Współczesnej w Krakowie MOCAK
- Muzeum Archeologiczne w Prilepie (Macedonia)
- Muzeum Górnośląskie w Bytomiu
- Muzeum Historyczne Miasta Krakowa
- Muzeum Narodowe w Kielcach
- Muzeum Narodowe w Krakowie
- Muzeum Narodowe w Szczecinie
- Muzeum Okręgowe w Białymstoku

Kolekcje innych instytucji i osób prywatnych w Austrii, Danii, Macedonii, Wielkiej Brytanii, Niemczech, USA i w Polsce 